# Olga Mikulášková
Olga Mikulášková (Brno, Chescoslovaquia, 26 de septiembre de 1939-Brno, República Checa, 21 de febrero de 2025) fue una jugadora de baloncesto checoslovaca. Consiguió cinco medallas en competiciones oficiales con Checoslovaquia.